# Миризливата скала
Миризливата скала е местност в околностите на град Копривщица, наричана от местните жители понякога „Гюла“ (роза на турски език).
Скалата е с размер около два на два метра и се намира на един склон над поточето. Поради това, че е ронливо-пореста се е просмукала с аромат на рози. Местността около скалата и близкия до нея леден извор години наред ухаят така. Някои обясняват феномена с минаващия покрай нея път и предполагат, че минаващи пътуващи търговци на розово масло са разляли от драгоценната течност. Мястото е често посещавано и много туристи си взимат късче от нея за сувенир.Местни хора предполагат, че над нея е имало розоварна за добив на гюлово масло и върху скалата са изсипвани отпадъците от този процес.

## История на производството на розово масло в Копривщица
Копривщенци, по подобие на жителите на близките градове Клисура, Карлово, а и Панагюрище започнали да произвеждат скъпо плащаното розово масло. През 1860 година захващат да садят рози покрай Бяла река над града. Случили се добри години в климатическо отношение, розите виреели добре и давали повече розово масло, отколкото в Клисура. Броят на розовите градини станал повече от петдесет, добивало се от 7.5 до 10 кг. розово масло, което откупували Казанлъчани. Дошли, обаче, няколко люти зими, и поради ниските температури измръзнали розовите насаждения. Така производството намалявало лека по лека докато към края на осемдесетите години на XIX век съвсем било преустановено.

## Туристически маршрут, включващ Бяла река и Миризливата скала
Маршрута започва по улицата минаваща покрай моста на Първата пушка, срещу течението на Бяла река. Продължава се по черен път през борова гора и се стига до местността Равна поляна. След отклонение в южна посока, през букова гора, се стига до подножието на връх Голям Поп (1438 м.). Това е открита местност с гледка към върховете Богдан и Буная (1572 м,), а има видимост и към Централния Балкан. В западна посока се минава по вододела и през букова гора, където има малък заслон се стига до връх Бич (1449 м.). Оттук може да се иде до хижа „Павел Делирадев“ или до Панагюрски колонии. Връщането става в обратна посока до местността Равна поляна. След една ограда на дясно маршрутът се отклонява през букова гора за местността Каравелова поляна, при която също е построен малък заслон. В източна посока, през борова гора, покрай Миризливата скала, чието изворче е направено на чешма, се ходи през местността Гергьовден и връх Св. Дух и се стига обратно в изходната точка, в Копривщица.